# ロックアップ (映画)
『ロックアップ』（Lock Up）は、1989年のアメリカ合衆国のアクション映画。監督はジョン・フリン、主演はシルヴェスター・スタローン。

## ストーリー
模範囚フランク・レオンは出所を半年後に控え、恋人メリッサもその日を心待ちにしていた。しかしある夜突然、最悪と噂されるゲートウェイ刑務所へ移送される。それはフランクを逆恨みする刑務所所長ドラムグールの仕業であり、マンリーら悪徳看守やチンクら極悪囚人たちを手先に使い、フランクへの復讐を行なうためであった。
最初にフランクに声をかけて来たダラスは脱獄を目論んでおり、脱獄歴があるフランクにアドバイスを乞うが、脱獄に興味がないフランクはまともに相手にしない。ダラスに車修理班のボス、エクリプスを紹介されるが、堅物なエクリプスには追い払われる。食堂で知り合った若い囚人ファーストベースがアメフトに興じるチンクに挑発されると、危険を察したフランクがファーストベースの代わりにアメフトに参加する。しかしこの試合はチンクらがタックルに乗じて暴力を振るいまくるリンチの場であった。凄惨な状況を見かねたエクリプスがフランクに加勢し一矢を報いるも、フランクはメリッサから贈られたペンダントをチンクに奪われてしまう。
アメフトの一件でエクリプスに気に入られたフランクは、彼の修理工房に迎え入れられると、修理困難と放置されていたクラシックカーを蘇らせようと団結する。共に参加したダラスやファーストベースも含め、囚人の中に仲間が増えて行き、友情を分かち合うようになる。ついにクラシックカーの修理が完了すると、車で街を颯爽と走ることに憧れていたファーストベースの夢を形だけでも叶えようと、フランクは調子を合わせる。しかしエンジンの感触に興奮したファーストベースは、フランクの制止を振り切り、規則を破って所内のグラウンドを暴走してしまう。車はすぐに止められ、ファーストベースは看守に引き摺り下ろされると、所長の指示でチンクらに車を破壊、フランクはそれをただ黙って見るしかなかった。騒動の主犯とされたフランクは独房に送られ、数十分ごとに強烈な照明と大音量ブザーを浴びせられ、その度に起立して囚人番号を言わなければならない虐待を長期間受け続けることになる。睡眠すら取れず体力を消耗し番号が答えられなくなると、マンリーらは警棒での殴打の制裁を開始する。独房から解放されて数日後、所長の命令によりファーストベースがチンクら悪徳囚人集団にバーベルを喉に落とされ首を折られて殺害される。怒りを爆発させたフランクはチンクと対決し勝利するも、殺せば出所が延び所長の思惑通りになるためトドメは刺さず、奪われていたメリッサからのペンダントだけ取り返す。
刑期まであとわずかと迫ったある夜、出所を翌々日に控えた車椅子の囚人が、出所したらメリッサをレイプしに行くと予告する。メリッサに知らせようにも、マンリーは電話1本許可しない。フランクはメリッサのレイプを阻止するためにダラスと共についに脱獄を決行する。しかしダラスの案内で進んだ先には所長やマンリーらが待ち伏せていた。ダラスが自分の刑期30年と引き換えに裏切ったのである。しかし所長はダラスにも「犯罪者なんかと取り引きなどしない」と言い捨てる。激高するダラスだが、武器を持った複数の看守には歯が立たず返り討ちにあい、瀕死の状態で貯水槽に落とされる。しかもメリッサをレイプすると予告した車椅子の囚人が看守として現れる。このレイプ予告はそもそもフランクに脱獄を促すために所長が仕組んだ罠だったのだ。フランクは制裁を任された3人の看守に対し反撃を開始する。2人までは倒せたが、マンリーに後ろからチェーンで首を絞められピンチに陥ると、ダラスが配電線を引きちぎって貯水槽に浸し、自分もろともマンリーを感電死させる。フランクはメイズナー率いる看守の捜索をかわしドラムグールを捕まえると、電気椅子に座らせ固定する。そこにメイズナーらが駆け付けるが、フランクは電気椅子の作動レバーと自分の手を一体化し、看守が自分を撃てば所長が感電死する状況を作り出し発砲されるのを防ぐと、命乞いをする所長に今までの悪事を自白させる。これにより、フランクはついに所長の支配から開放された。
数日後、出所日を迎えたフランクはエクリプスやメイズナーに別れを告げ門を出て行くと、そこには恋人のメリッサが待っている。

## 登場人物
フランク・レオン
本作の主人公。囚人仲間だけでなく、看守からも人望のある模範囚。元は悪ガキで、自動車修理工の義父に引き取られ育った。工場に入った強盗から義父を守ろうと過剰防衛を犯し傷害罪で服役。当初の懲役は18ヶ月だったが釈放の2週間前に義父が危篤となり、死に目に会おうと1時間だけの外出申請するも、ドラムグール所長に許可されなかったため止むを得ず脱獄。懲役が5年に延びた。突然移送されたゲートウェイでドラムグール所長からの数々の嫌がらせを受けながらも、残り半年の刑期を無事に終わらせるために耐え続ける。義父から受け継いだ自動車修理工場を持っており、出所後は恋人メリッサとの結婚と、修理工場の経営を予定している。アメフト経験あり。
メリッサ
フランクの恋人。フランクの出所を心待ちにしており、手紙を送り続けたり、フランクの外出時は一緒に時間を過ごしたりしている。フランクにとっての心の支え。

### 刑務所関係者
ドラムグール所長
ゲートウェイ刑務所の所長。ドレッドノア刑務所の所長時代に囚人だったフランクに脱獄された際、外出申請を却下したことで世間からバッシングされ、それに伴い不正も暴かれて出世も阻まれそのことでフランクを逆恨みしている。極悪囚人が集まる現在のゲートウェイ刑務所に左遷されたが、復讐するためにフランクをゲートウェイに移送させ、悪徳看守や囚人を手先に使い、執拗な嫌がらせを繰り返す。
メイズナー看守長
常に高圧的な態度で、囚人たちに一切の反抗を許さないゲートウェイの絶対的な鬼看守長。だがドラムグールの息はかかっておらずフランクへの嫌がらせに疑問を抱くようになる。
マンリー
看守の1人。ドラムグール所長の手先で、リンチも喜んで行なうサディスト。常に先頭に立ってフランクをいたぶる。
ワイリー
看守の1人。マンリーの相棒的存在で、同じくフランクへのリンチを喜んで行なう。
ブレイドン
ドラムグール所長の息がかかっていない看守で、フランクにも平等に接する。フランクへの目に余るリンチや嫌がらせに、早くから疑問を持つ。
マストロン
車椅子の囚人としてメリッサのレイプを予告するが、その正体はドラムグールの手先看守。

### 囚人
ダラス
刑期が30年も残っているため脱獄を考えており、脱獄経験のあるフランクに声をかける。お調子者な性格で、ゲートウェイでのフランクの最初の友人。しかしドラムグール所長から、自分の刑期と引き換えにフランクの脱獄情報の密告と、待ち伏せ場所への誘導を持ち掛けられると、その取り引きに乗ってしまう。
ファーストベース
殺人事件に巻き込まれ懲役400年を受けた20歳の囚人。短気で喧嘩っ早く、すぐに挑発に乗ってしまうクセがあり、友人も作らなかったが、フランクに声をかけられ徐々に心を開くようになる。名前を名乗らなかったため、フランクとダラスに「ファーストベース」と呼び名を付けられる。ドラムグール所長がフランク挑発のために悪徳囚人たちに襲撃を命じ、その犠牲となる。
エクリプス
車修理班のボスで巨漢の黒人。最初はドラムグールに目を付けられているフランクに関わるのを避けるが、アメフトでフランクの根性を認めると、クラシックカーの修理を通じて心を通わせる。
チンク
極悪囚人のリーダー的存在。実はドラムグール所長の手先にもなっており、常にフランクを挑発したり嫌がらせをして来る。ファーストベースを殺害後、フランクとの対決に敗れる。

## キャスト
| 役名             | 俳優                       | 日本語吹替 | 日本語吹替   |
| 役名             | 俳優                       | ソフト版   | 日本テレビ版 |
| ---------------- | -------------------------- | ---------- | ------------ |
| フランク・レオン | シルヴェスター・スタローン | 玄田哲章   | 玄田哲章     |
| ドラムグール     | ドナルド・サザーランド     | 家弓家正   | 家弓家正     |
| メイズナー       | ジョン・エイモス           | 加藤精三   | 坂口芳貞     |
| メリッサ         | ダーラン・フリューゲル     | 高島雅羅   | 小山茉美     |
| チンク           | ソニー・ランダム           | 青野武     | 石田太郎     |
| エクリプス       | フランク・マクレー         | 小関一     | 島香裕       |
| ダラス           | トム・サイズモア           | 大塚芳忠   | 樋浦勉       |
| ファーストベース | ラリー・ロマーノ           | 島田敏     | 島田敏       |
| マンリー         | ジョーダン・ランド         | 麦人       | 麦人         |
| ブレイドン       | ウィリアム・アレン・ヤング | 高宮俊介   | 牛山茂       |
| ワイリー         | ジョン・リラ               | 稲葉実     |              |

- 日本テレビ版：初回放送1991年10月25日『金曜ロードショー』

## 地上波放送履歴
音源は全て日本テレビ版を使用。
| 回数  | テレビ局   | 番組名             | 放送日         |
| ----- | ---------- | ------------------ | -------------- |
| 初回  | 日本テレビ | 金曜ロードショー   | 1991年10月25日 |
| 2回目 | テレビ東京 | 木曜洋画劇場       | 1993年9月2日   |
| 3回目 | フジテレビ | ゴールデン洋画劇場 | 1995年2月25日  |
| 4回目 | 日本テレビ | 金曜ロードショー   | 1998年5月29日  |
| 5回目 | フジテレビ | ゴールデンシアター | 2002年11月30日 |
| 6回目 | テレビ東京 | 午後のロードショー | 2007年4月25日  |
| 7回目 | テレビ東京 | 午後のロードショー | 2012年7月9日   |
| 8回目 | テレビ東京 | 午後のロードショー | 2020年4月14日  |
| 9回目 | テレビ東京 | 午後のロードショー | 2022年7月29日  |

## 日本語版スタッフ
- 日本語字幕：進藤光太（劇場公開版）、戸田奈津子（ソフト版）
- 翻訳：和島陽子

## その他
撮影はニュージャージー州ラーウェイにある東ジャージー州刑務所で本物の囚人をエキストラに動員して行われた（この刑務所では他に、『ラウンダーズ』、『マルコムX』、『ラストゲーム』、『ザ・ハリケーン』、『オーシャンズ11』の撮影も行われた）。